# Arthur Pilard
Arthur Pilard, né le 22 janvier 1996 à Vannes, est un coureur cycliste français, spécialiste du BMX.  
Il est notamment champion du monde de BMX en 2025, vice-champion du monde en 2023 et double champion d'Europe de BMX en 2021 et 2024.

## Biographie

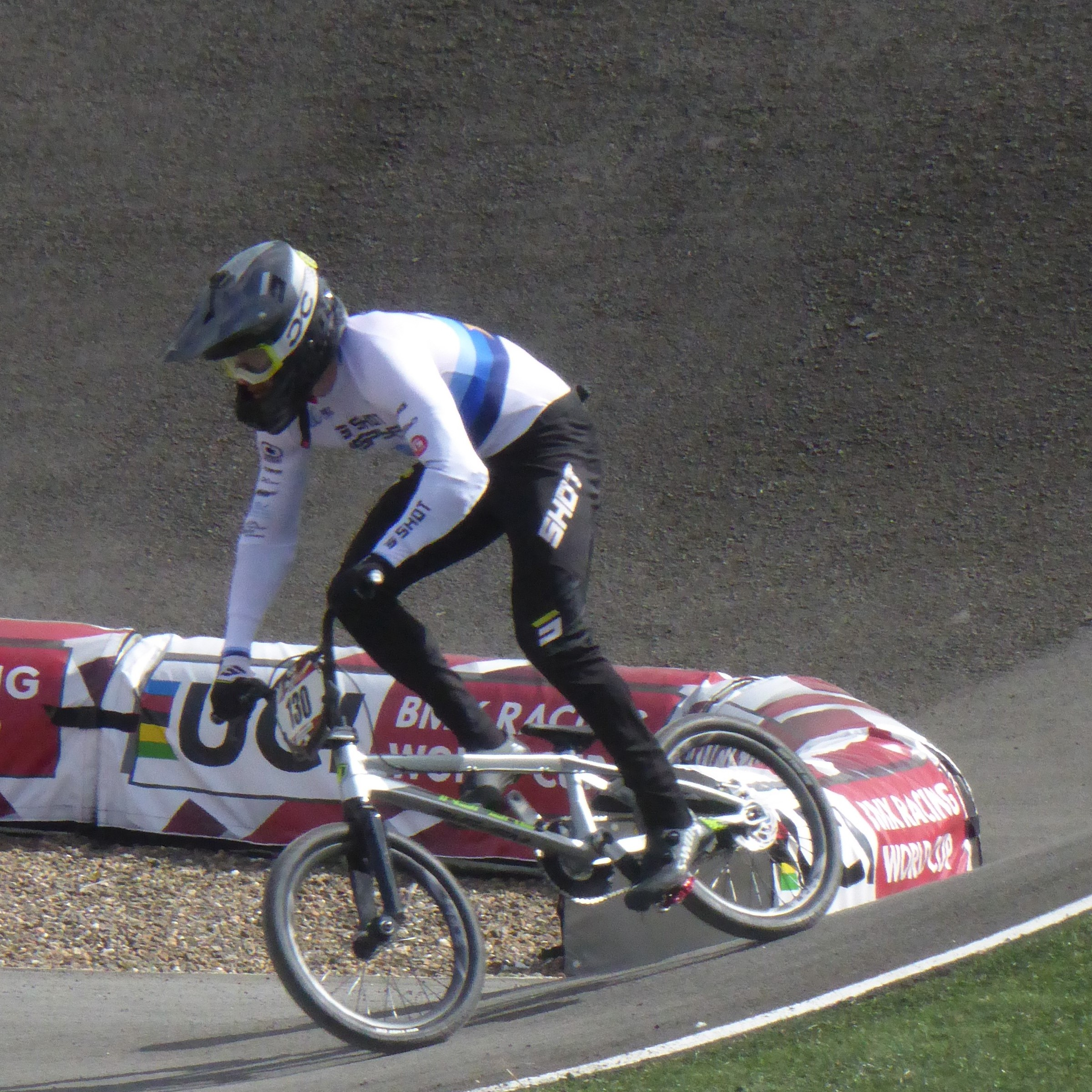
Arthur Pilard, avec le maillot de champion d'Europe, lors d'une course de Coupe du monde en 2022.

Arthur Pilard commence à pratiquer le BMX à l'âge de six ans dans le club de Theix. Il rejoint ensuite le club de BMX de Saint-Brieuc et obtient un diplôme d'une école de sport de Rennes. Lou, sa petite sœur née en 2002, pratique également cette discipline.
En 2017, il est sélectionné en équipe de France et l'année suivante, il atteint les demi-finales de son premier championnat du monde chez les élites. 
En 2021, il se classe deuxième de la première manche de Coupe du monde de BMX de la saison à Vérone en Italie. Après un deuxième podium en Coupe du monde, il intègre l'équipe de France olympique et est nommé comme remplaçant pour les Jeux olympiques de Tokyo. En l'absence de Sylvain André, Romain Mahieu et Joris Daudet, qui se préparent pour la compétition olympique, Pilard devient champion d'Europe de BMX  en juillet 2021 et termine cinquième du championnat du monde peu de temps après.
Aux championnats du monde de 2022 disputés à Nantes, il atteint à nouveau la finale, mais chute. L'année suivante, aux mondiaux de Glasgow, il devient vice-champion du monde, lors d'un triplé français où il se place entre Romain Mahieu et Joris Daudet. Il est ensuite gêné par une blessure à la cheville subie en octobre, qui freine sa qualification pour les Jeux olympiques de Paris 2024. Il est finalement de nouveau nommé remplaçant derrière Daudet, André et Mahieu. Ceux-ci remportent finalement les trois médailles devant leur public lors de la course olympique. En l'absence des trois médaillés olympiques, il est à nouveau champion d'Europe de BMX, puis devient pour la première fois champion de France de BMX. 
En juin 2025, il remporte sa première victoire en Coupe du monde lors de la manche de Sarrians. Quelques semaines plus tard, il devient champion du monde à Copenhague.

## Palmarès en BMX

### Championnats du monde
- Rotterdam 2014
  - 10e du BMX juniors
- Papendal 2021
  - 5e du BMX
- Nantes 2022
  - 7e du BMX
- Glasgow 2023
  -  Médaillé d'argent du BMX
- Copenhague 2025
  -  Champion du monde de BMX

### Coupe du monde

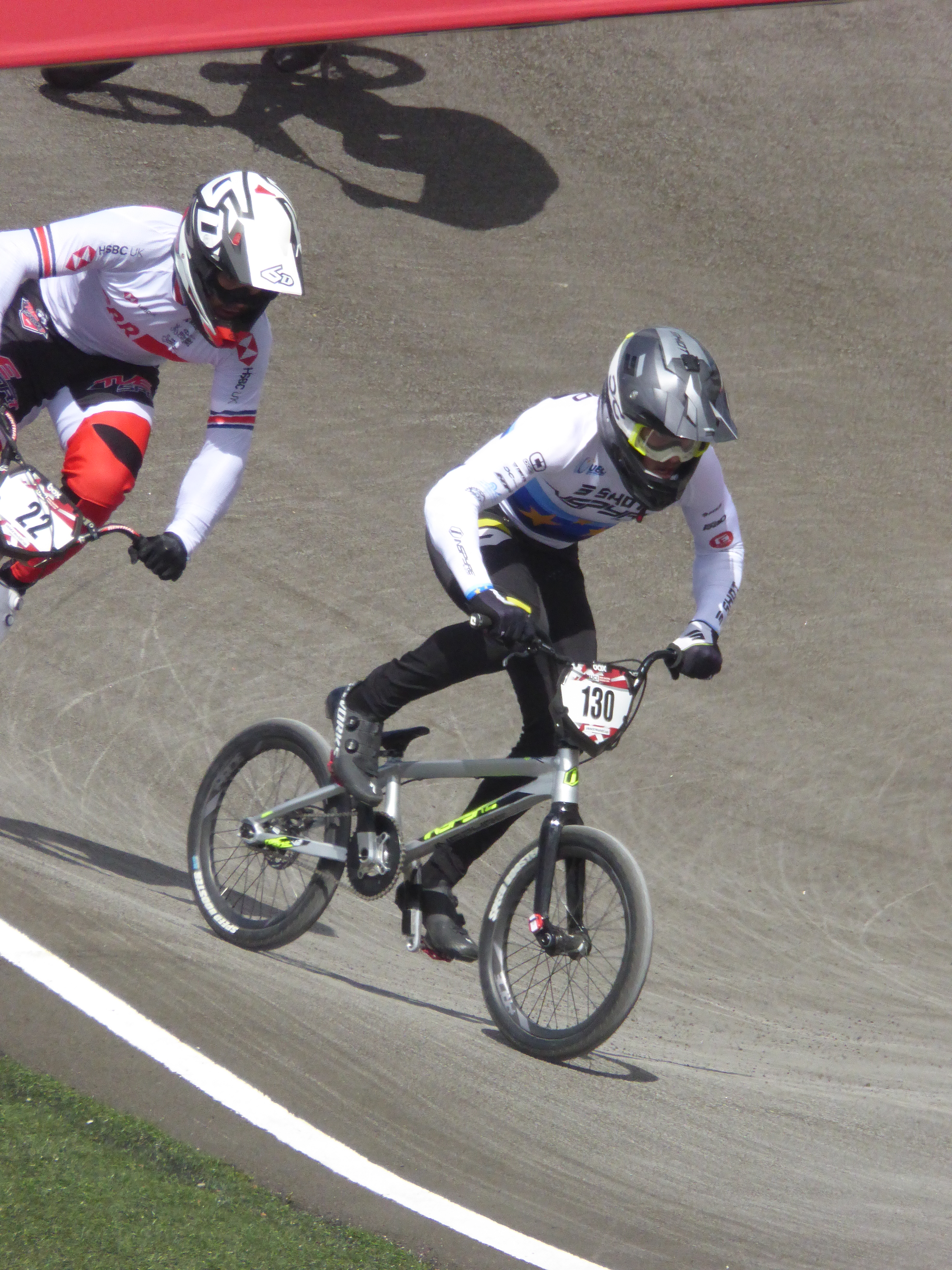
Arthur Pilard et Ross Cullen lors de la première manche de la Coupe du monde de BMX 2022 à Glasgow.

- 2016 : 68e du classement général
- 2017 : 48e du classement général
- 2018 : 16e du classement général
- 2019 : 32e du classement général
- 2020 : 24e du classement général
- 2021 : 7e du classement général
- 2022 : 13e du classement général
- 2023 : 15e du classement général
- 2024 : 35e du classement général

### Championnats d'Europe
- Zolder 2021
  -  Champion d'Europe de BMX
  -  Champion d'Europe du contre-la-montre par équipes en BMX
- Dessel 2022
  -  Champion d'Europe du contre-la-montre par équipes en BMX
- Vérone 2024
  -  Champion d'Europe de BMX
- Valmiera 2025
  -  Médaillé d'argent du BMX

### Coupe d'Europe
- 2019 : 8e du classement général
- 2021 : 2e du classement général, vainqueur de deux manches

### Championnats de France
- 2018
  - 2e du BMX.
- 2021
  -  Champion de France du contre-la-montre en BMX
  - 2e du BMX[15].
- 2024
  -  Champion de France de BMX
  -  Champion de France du contre-la-montre en BMX

### Autres compétitions
- 2015 : Champion des Côtes d’Armor Élites[16].
- 2016 : Vainqueur de l’Open BMX Indoor de Caen[17]
- 2019 : Vainqueur du Trophée des Nations à Saint-Étienne[18].
- 2020 : Vainqueur de l’Open BMX Indoor de Caen[19].
- 2021 : Vainqueur de l'Open BMX Pro Pride, finale A Elites à Sarrians dans le Vaucluse[20].